# 흰귀주머니쥐
흰귀주머니쥐(Didelphis albiventris)는 남아메리카에 서식하는 주머니쥐의 일종이다. 아르헨티나와 볼리비아, 브라질, 파라과이 그리고 우루과이에서 발견된다.
육상에서 서식하는 종이며, 때로는 나무 위에서 생활하고, 서식지 분포가 다양하여 어디서나 잘 서식하는 종(habitat generalist)이다. 잡식성 동물로 무척추동물과 작은 척추동물 그리고 나무 열매와 식물 등을 먹는다.